# Crédit Lyonnais
Crédit Lyonnais – nieistniejący bank francuski. W latach 90. był to największy bank Francji, z większościowym udziałem skarbu państwa. W wyniku złego zarządzania, w 1993 znalazł się na skraju bankructwa. W 2003 roku został przejęty przez konkurencyjny Crédit Agricole.

## Historia
Założony w 1863 roku w Lyonie przez Henriego Germaina, Crédit Lyonnais był największym bankiem na świecie w 1900 roku. Został znacjonalizowany w 1945, tak jak większość sektora bankowego we Francji po II wojnie światowej.
Po zmianie dyrekcji i intensywnej ekspansji rozpoczętej w 1988 roku, bank był podmiotem wielu skandali finansowych, które skutkowały zadłużeniem w wysokości 150 miliardów franków (około 23 miliardów euro). W zamian za zgodę na bailout banku, Komisja Europejska nałożyła na bank szereg wymagań, ograniczając działalność międzynarodową banku oraz wymuszając sprzedaż części spółek zależnych. Crédit Lyonnais został częściowo sprywatyzowany w 1999 roku.
W 2003 roku BNP Paribas został współwłaścicielem banku, jednak to Crédit Agricole wykupiła całość udziałów i zreorganizowała bank. Sieć detaliczna Crédit Lyonnais zmieniła nazwę na LCL w celu uniknięcia skojarzeń z przeszłością banku. Jest ona jednocześnie własnością Credit Agricole oraz konkuruje z nią na rynku bankowości detalicznej.
Do 2011 był głównym akcjonariuszem Calyon Bank Polska.